# リンショーピング大学
- リンシェーピング大学
- リンショーピン大学

リンショーピング大学 (スウェーデン語:Linköpings universitet)は、スウェーデンのリンショーピングにある公立の大学である。1969年に創立された。23の教育部門および4学部を有し、教育センターが設置されている。
教職員3,400人、学部生26,500人、大学院生1,450人。 
教育プログラム等のインターディシプリナリ・アプローチ（学際的研究）、インダストリアル・エンジニアリング及び管理、国際的な経営管理(言語研究を含む)、認知科学及び情報技術で有名である。 芸術及び科学の研究は、複数の異なった分野に及ぶ学際的なものであり、感性工学の分野でKansei Engineering Software（KESo）の開発も行われている。 
主要なキャンパスは、リンショーピング市の西約3キロメートルにあり、ウァラと呼ばれている。 
学生の大部分は隣接した住宅区域w:Rydに住んでいる。 リンショーピング市の南に、大学病院(Universitetssjukhuset)があり、健康科学部で医学教育と研究を行っている。ノルチェピンキャンパスは、リンショーピング市の北東28マイル(45Km)にある。 
キャンパス間は、学生は無料の「キャンパス バス」によって結ばれている。 
教育はドイツ語、スペイン語またはフランス語のさらなる言語研究から成っている。
2006年に第3回「ビジネス情報技術国際会議」（ITIB 2006）が、ワルシャワ農業大学（Warsaw Agricultural University）、リンショーピング大学とサンクトペテルブルク大学によって組織された。

## 学部
- 教養学部 (Filosofiska fakulteten)
- 健康科学部 (Hälsouniversitetet)
- 理工学部 - リンショーピング工学研究所(w:Linköping Institute of Technology )(Tekniska högskolan)
- 教育科学部 (Utbildningsvetenskap)